# HMS Actaeon (1775)
HMS Actaeon — 28-пушечный фрегат 6-го ранга Королевского флота. Второй британский корабль, названный в честь мифологического Актеона.

## Постройка
Проект Enterprise Уильямса, в числе других, был вызван потребностью в кораблях во время Фолклендского кризиса. Чертежи одобрены 3 января 1771 года. В тот же день были заказаны два 50-пушечных корабля и пять фрегатов, включая два типа Enterprise. Сам Actaeon был в числе более поздних кораблей, заказанных королевским верфям новым Адмиралтейским комитетом лорда Сэндвича после 12 января 1771 года.
Заказан 5 ноября 1771 года. Заложен в октябре 1772 года. Спущен на воду 18 апреля 1775 года на королевской верфи в Вулвиче. Достроен в мае 1775 года Николасом Филлипсом там же.

## Служба
19 июня 1775 года вступил в строй, капитан Кристофер Аткинс (англ. Christopher Atkins).
29 августа вышел из Портсмута в Северную Америку, но наскочил на песчаную банку Шинглс и получил повреждения, а 1 сентября вернувшись в Портсмут встал в док для ремонта.
В январе 1776 года снова вышел в Северную Америку, с большим конвоем. 17 февраля вышел из Корка. В июне — участие в операциях против Чарльстона.
28 июня 1776 года «Актеон» назначен в дивизион из трёх кораблей для анфиладного обстрела форта Салливан. Во время нападения на форт сел на мель, и, в отличие от остальных кораблей дивизиона, сняться не смог. 29 июня корабль был сожжён командой, но до того, как подожжённый корабль взорвался, на него поднялись американцы и сняли несколько трофеев.